# Schwarzman-Stipendium
Das Schwarzman-Stipendium (Englisch: Schwarzman Scholars, Chinesisch: 苏世民学者) ist ein Stipendium für ein postgraduales Studium in Global Affairs an der Tsinghua-Universität in China und gilt als eines der prestigeträchtigsten Stipendien der Welt. Das Programm wurde vom amerikanischen Finanzier und Milliardär Stephen A. Schwarzman gegründet. Jedes Jahr werden zwischen 110 und 150 Stipendiaten von mehr als 4000 Bewerbern ausgewählt, was einer Auswahlquote von etwa 3 % entspricht.
Das Studienprogramm wurde nach dem Vorbild des Rhodes-Stipendiums an der Oxford University errichtet und das Curriculum wurde gemeinsam mit Professoren von sechs Universitäten (Harvard, Stanford, Yale, Princeton, Oxford und Tsinghua) erstellt. Stipendiaten wählen Module aus den Bereichen Wirtschaft, Politik, chinesische Geschichte und Mandarin aus und nehmen an verschiedenen Exkursionen und extra-curricularen Aktivitäten teil. Darüber hinaus beinhaltet das Programm regelmäßig Gastvorträge von Rednern aus Wirtschaft und Politik, wie Barack Obama, Xi Jinping, Tony Blair oder Madeleine Albright.
Seit der Gründung unterhält das Programm Verbindungen zu diversen Auslandsvertretungen in Peking, den Vereinten Nationen, der WHO, Abgeordneten der Bundesregierung der Vereinigten Staaten und Kommunistischen Partei Chinas sowie Unternehmen wie Alibaba, Tencent, Facebook, JP Morgan und McKinsey.

## Aufbau des Programms
Schwarzman-Stipendiaten absolvieren ein einjähriges Masterstudium in Global Affairs an der Tsinghua-Universität mit einem der drei verfügbaren Schwerpunkte: Public Policy, International Relations, Economics & Business. Das Programm basiert auf dem College-System, bei dem zugelassene Studenten in einer engen Umgebung zusammen wohnen, speisen und studieren. Das Schwarzman College wurde von Robert A. M. Stern, dem ehemaligen Dekan der Yale School of Architecture, entworfen und beherbergt nicht nur Studenten, sondern auch Professoren und wissenschaftliche Mitarbeiter. Das College befindet sich direkt auf dem Campus der Tsinghua-Universität und Stipendiaten bekommen zudem einen Buddy aus einer fremden Fakultät, um die internationalen Studenten bestmöglich mit den lokalen Studenten zu verbinden. Ferner erhalten Stipendiaten einen Mentor aus Forschung, Wirtschaft oder Politik, welcher die Stipendiaten in akademischen und beruflichen Fragen unterstützt.

## Zielgruppe
Das Programm ist grundsätzlich offen für alle Bewerber mit einem Bachelor-Abschluss. Bewerber müssen jedoch zum Start des Programms jünger als 28 Jahre alt sein und einen akademischen Abschluss erlangt haben. Darüber hinaus verfolgt das Programm eine Quote abhängig von der Herkunft der Bewerber; etwa 45 % der Teilnehmer kommen aus den USA, 20 % aus China und 35 % aus dem Rest der Welt. Studierende bewerben sich direkt für das Programm und müssen nicht von ihrer Universität nominiert werden. Zur Bewerbung müssen Kandidaten zwei Aufsätze, drei Empfehlungsschreiben sowie ein persönliches Video einreichen. Entscheidend für die Auswahl sind akademische Leistungen, Führungsqualitäten sowie ein Interesse an China.
Die Gründungskohorte von 111 Stipendiaten wurde am 10. Januar 2016 bekannt gegeben und aus einer Gruppe von rund 3050 Bewerbern ausgewählt. Die aktuelle Kohorte mit dem Studienbeginn im August 2022 wurde von über 3600 Bewerbern ausgewählt. Insgesamt erhielten 151 Personen das Stipendium, darunter Studierende aus 39 Ländern und von 99 Universitäten. Aus Deutschland erhielten zwei Kandidaten das Stipendium. Mit insgesamt sieben Kohorten umfasst das Programm seit seiner Gründung etwa 750 Stipendiaten.

## Ziel des Programms
Das Stipendium richtet sich an Absolventen, welche in ihrem jungen Alter bereits Führungsqualitäten und überdurchschnittliche akademische Leistung bewiesen haben. Ziel des Programms ist es, die nächste Generation globaler Führungskräfte zusammenzubringen und eine Brücke zwischen China und dem Rest der Welt zu schaffen. Die finanziellen Leistungen an die Stipendiaten umfassen die vollständige Übernahme der Studien- und College-Gebühren, einen festen Betrag zur Deckung der Lebenshaltungskosten, die Übernahme von Reisekosten zu Auswahlgesprächen, An- und Abreise nach China sowie Exkursionen während des Jahrs.

## Führung und akademischer Beirat
Das Schwarzman-Stipendium hat einen akademischen Beirat bestehend aus ehemaligen Regierungschefs und Führungskräften renommierter Institutionen wie Harvard, Yale, Stanford, Duke und Oxford.
- Nicolas Sarkozy (* 1955), ehem. Staatspräsident der Französischen Republik
- Tony Blair (* 1953), ehem. Premierminister des Vereinigten Königreiches
- Brian Mulroney (1939–2024), 18. Premierminister von Kanada
- Kevin Rudd (* 1957), ehem. Premierminister von Australien
- Henry Kissinger (1923–2023), 56. Staatssekretär der Vereinigten Staaten von Amerika
- Colin Powell (1937–2021), 65. Staatssekretär der Vereinigten Staaten von Amerika
- Henry „Hank“ Paulson (* 1946), 74. Finanzminister der Vereinigten Staaten von Amerika
- Sir James „Jim“ Wolfensohn (1933–2020), 9. Präsident der Weltbank
- Robert „Bob“ Rubin (* 1938), 70. Finanzminister der Vereinigten Staaten von Amerika
- Condoleezza Rice (* 1954), 66. Staatssekretär der Vereinigten Staaten von Amerika
- Richard „Rick“ Levin (* 1947), ehem. Präsident der Yale University
- Richard Haass (* 1951), Präsident, Council on Foreign Relations
- Richard H. Brodhead (* 1947), ehem. Präsident, Duke University
- Iain Conn (* 1962), CEO British Petroleum
- Chen Ning Yang (* 1922), Träger des Nobelpreises für Physik